# Microgaza
Microgaza is een geslacht van weekdieren uit de klasse van de Gastropoda (slakken).

## Soorten
- Microgaza corona Y. C. Lee & W. L. Wu, 2001
- Microgaza fulgens Dall, 1907
- Microgaza opalina (Shikama & Hayashi, 1977)
- Microgaza rotella (Dall, 1881)
- Microgaza vetula Woodring, 1928